# Jazon (mitologia)
Jazon (gr Ἰάσων Iásōn, łac. Iason) – w mitologii greckiej Argonauta, heros, syn Ajzona, króla Jolkos w Tesalii.

## Młodość Jazona
Jego ojciec, Ajzon, został strącony z tronu przez swego brata, Peliasa, w dniu urodzin Jazona. Pelias postanowił zgładzić Jazona, ale sługa jego ojca zaniósł te informacje rodzicom. Ajzon, pragnąc ratować syna, rozesłał wiadomość, że Jazon ciężko zachorował. Po kilku dniach Jolkos obiegła wiadomość, że mały Jazon zmarł. Pelias uwierzył w tę bajkę i przestał prześladować swojego bratanka oraz zaczął korzystać z przywilejów władzy. Chłopak został wywieziony z miasta i oddany pod opiekę centaura Chejrona. W wieku 20 lat powrócił do rodzinnego miasta Jolkos. Król Pelias bał się Jazona (stara przepowiednia mówiła, że zabije go młody chłopak, który wejdzie do miasta w jednym sandale; tak też wszedł Jazon). Władca wysłał go więc po złote runo, licząc, że Jazon nie powróci żywy z wyprawy.

## Wyprawa po złote runo
Jazon zbudował statek Argo (szybki), został przywódcą wyprawy. Wraz z towarzyszami (Argonautami) wyruszył po złote runo, które zdobył dzięki pomocy królewny Medei.

### Wyspa Lemnos
Wyspa Lemnos jest położona w pobliżu zachodniego wybrzeża Azji Mniejszej (dzisiejsza Turcja). Była ona zamieszkana przez same kobiety, które według mitu odmawiały oddawania czci boskiej Afrodycie. Bogini miłości, aby ukarać mieszkanki wyspy, spowodowała, że zaczęły tak nieprzyjemnie pachnieć, że mężowie nie mogli przebywać w ich pobliżu. Z powodu tego odoru mężczyźni postanowili sprowadzić kochanki z sąsiedniej Tracji, lecz ich żony, rozzłoszczone takim obrotem spraw, wymordowały wszystkich mieszkańców wyspy płci męskiej. Jedynie król wyspy, Toas, został uratowany przez swoją córkę Hypsipyle, która zamknęła ojca w skrzyni i wrzuciła do morza, dzięki czemu ocalił życie. Od tego czasu kobiety z Lemnos żyły bez mężczyzn, zaś królową wyspy została Hypsipyle.
Argonauci, którzy zatrzymali się na wyspie, zostali przyjaźnie powitani przez kobiety. Jazon spłodził z Hypsipyle bliźniaki, synów Toasa i Euneosa. Również inni uczestnicy wyprawy mieli swój udział w odbudowaniu męskiej części populacji wyspy.
Jedynie Herakles domagał się jak najszybszego opuszczenia wyspy, niezadowolony z zachowania innych Argonautów. Zachowanie Heraklesa było niezwykłe, zważywszy na jego liczne miłosne podboje. W czasie pobytu na wyspie Herakles nieustannie przypominał o celu wyprawy. Argonauci w dalszą podróż wyruszyli po dość długiej przerwie, która trwała ponoć dwa lata.

### Pobyt w Kolchidzie
Po dopłynięciu do Kolchidy udali się do króla Ajetesa. Ten postawił Jazonowi warunki, które ma wypełnić, zanim zabierze złote runo. Jazon miał zaprząc do pługu dwa byki Hefajstosa ziejące ogniem i trującymi oparami, z ich pomocą zaorać Pole Aresa, zasiać na nim smocze zęby i pokonać rycerzy, którzy się z nich narodzą; pomogła mu w tym Medea, córka Ajetesa. Dała mu bowiem balsam, dzięki któremu ogniste byki nie mogły go zranić, a oddychanie w ich otoczeniu nie odurzało go. Jazon z kompanami poradził sobie we własnym zakresie – rzucił w nich kamieniem, a ci powycinali się wzajemnie. Został do pokonania tylko smok. Medea uśpiła go, a Jazon i Medea wraz ze złotym runem opuścili miasto.

## W drodze do Jolkos
W drodze powrotnej do Tesalii Medea przepowiedziała Eufemosowi, sternikowi Argo, że będzie rządził Libią. Przepowiednia spełniła się kiedy Battos, potomek Eufemosa, założył Kyrene.

### Kirke
Kiedy Argonauci zatrzymali się na wyspie Ajaja, Kirke oczyściła ich z winy za zabicie Apsyrtosa.

### Syreny
Syreny mieszkały na trzech małych, skalistych wyspach zwanych Sirenum scopuli. Dźwięk śpiewu syren działał tak zniewalająco na przepływających żeglarzy, że podpływali do wyspy, gdzie Syreny porywały ich i zjadały. Chejron poradził Jazonowi, aby ten zwrócił się o pomoc do Orfeusza, gdyż tylko on był w stanie ocalić Argonautów od śmierci. Kiedy przepływali obok wyspy Syren Orfeusz zaczął grać na lirze, a muzyka skutecznie zagłuszyła ich śpiew, dzięki czemu załoga Argo uniknęła losu innych żeglarzy.

### Talos
Następnie Argo przypłynął do Krety strzeżonej przez olbrzyma z brązu, Talosa. Miał on jedną żyłę biegnącą od kostki aż do szyi zatkaną zatyczką z brązu. Medea najpierw przy pomocy czarów uśpiła go, a następnie wyciągnęła zatyczkę, przez co olbrzym wykrwawił się na śmierć.

## Powrót

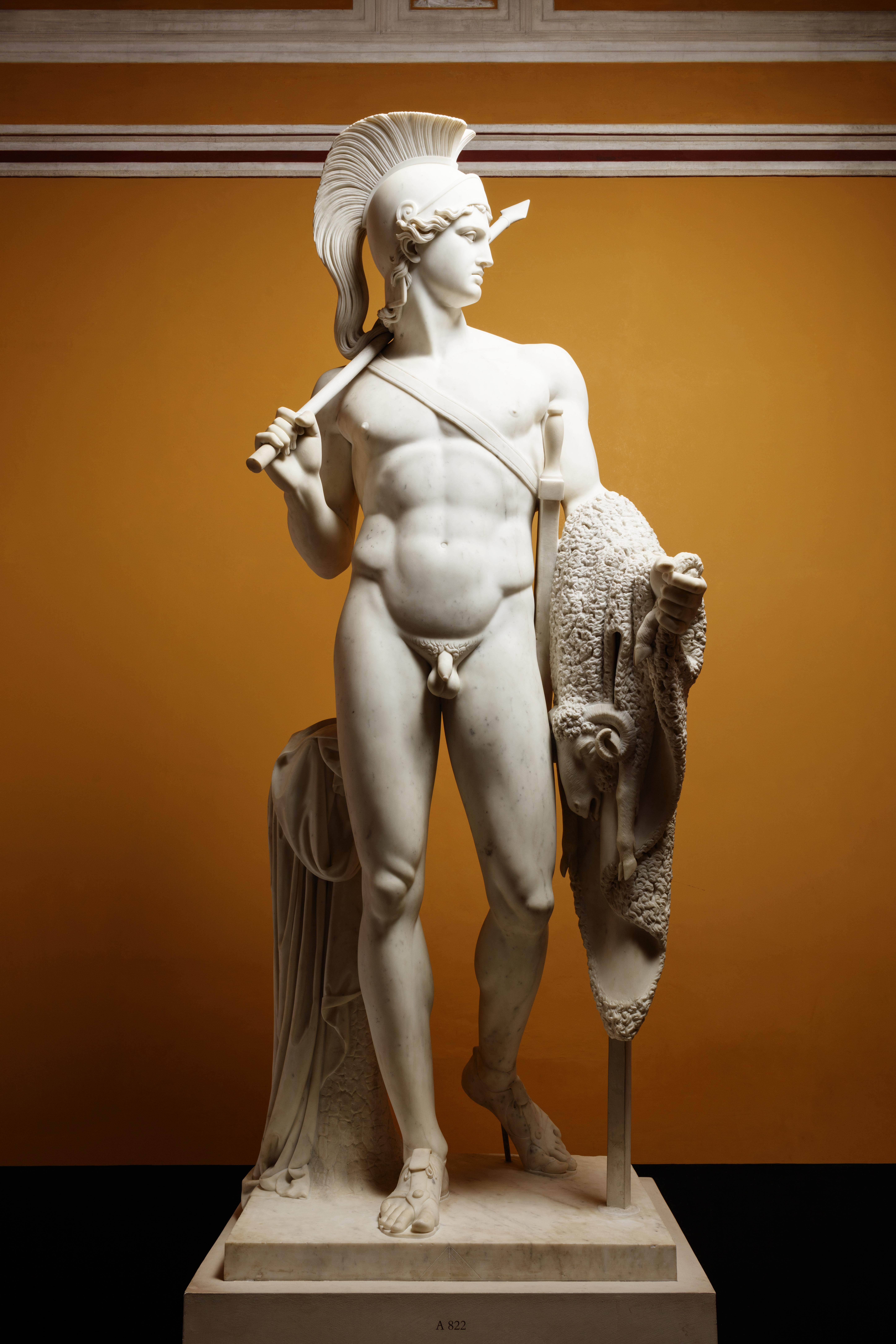
Bertel Thorvaldsen, Jazon ze złotym runem, 1803–1828

W domu Jazon został uznany za bohatera (herosa). Medea za pomocą swoich czarów uzdrowiła i odmłodziła ojca Jazona, Ajzona. Córki Peliasa chciały, aby też pomogła ich ojcu. Medea zemściła się za Jazona i spowodowała, że córki zabiły ojca. Małżonkowie musieli uciekać z miasta i wyjechali do Koryntu.

## Dalsze losy
Tam Jazon poznał Kreuzę – córkę Kreona, władcy Koryntu, zakochał się w niej i chciał się z nią ożenić. W związku z tym stwierdził, że ślub z Medeą jest nieważny. Medea zabiła rywalkę Kreuzę zatrutą szatą, od której według planu zginął również Kreon. Następnie uciekła w latającym rydwanie – prezencie od boga Heliosa, którego Medea jest wnuczką, zabijając przed tym swoich dwóch synów. Niejasne są dalsze losy przywódcy Argonautów. Jazon uciekł od Medei i resztę życia spędził w małym domku gdzieś na pustyni. Pod koniec życia wrócił na okręt Argo, po którym przechadzał się, lecz niespodziewanie zawalił się maszt, wskutek czego Jazon zginął.